# Sheryl Crow (musikalbum)
Sheryl Crow är namnet på Sheryl Crows andra album som släpptes den 1 september 1996.

## Låtlista
| Nr           | Titel                      | Kompositör                             | Längd |
| ------------ | -------------------------- | -------------------------------------- | ----- |
| 1.           | Maybe Angels               | Bill Bottrell, Sheryl Crow             | 4:56  |
| 2.           | A Change Would Do You Good | Crow, Brian Macleod, Jeff Trott        | 3:50  |
| 3.           | Home                       | Crow                                   | 4:51  |
| 4.           | Sweet Rosalyn              | Crow, Trott                            | 3:58  |
| 5.           | If It Makes You Happy      | Crow, Trott                            | 5:23  |
| 6.           | Redemption Day             | Crow                                   | 4:27  |
| 7.           | Hard To Make A Stand       | Bottrell, R.S. Bryan, Crow, Todd Wolfe | 3:07  |
| 8.           | Everyday Is A Winding Road | Crow, Macleod, Trott                   | 4:16  |
| 9.           | Love Is A Good Thing       | Crow, Tad Wadhams                      | 4:43  |
| 10.          | Oh Marie                   | Bottrell, Crow, Trott                  | 3:30  |
| 11.          | Superstar                  | Crow, Trott                            | 4:58  |
| 12.          | The Book                   | Crow, Trott                            | 4:34  |
| 13.          | Ordinary Morning           | Crow                                   | 3:55  |
| Total längd: | Total längd:               | Total längd:                           | 56:28 |

| 14. | Free Man | Crow | 3:20 |

| 14. | Sad Sad World | Crow, MacLeod, Trott | 4:06 |
| 15. | Free Man      | Crow                 | 3:20 |

| 14. | Sad Sad World        | Crow, MacLeod, Trott         | 4:06 |
| 15. | Hard to Make a Stand | Bottrell, Bryan, Crow, Wolfe | 3:30 |